# Calcot Manor

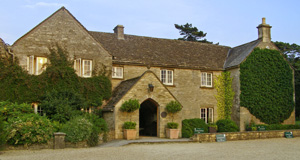
Entrada principal do Calcot Manor

Calcot Manor é um edifício histórico situado 3 milhas a oeste de Tetbury, no Gloucestershire, Inglaterra, próximo da confluência entre as estradas A46 e A4135. O edifício original foi estabelecido, por volta do ano 1300, por Henry de Kingswood como um celeiro de colecta do dízimo anexo à Abadia de Kingswood. A propriedade foi ampliada de forma a incluir um solar do século XVI e outros edifícios. Estruturas acrescentadas entre a Baixa Idade Média e meados do século XVII incluem uma capela, celeiro, estábulos e outros edifícios, todos construídos em calcário; cujas pedras, extraídas localmente, são tipicamente lisas e facilmente empilháveis com o fim de construir paredes de "pedra seca".

## História

### Período Romano
Sabe-se que, no local onde se ergue Calcot Manor, existiu uma presença romana desde o século V, com base em achados arqueológicos de pedras esculpidas, moedas romanas e outras descobertas. Foram encontradas várias lápides ao longo do curso da antiga estrada romana, entre Gloucester e Bath, que passa junto a Calcot Manor.
Têm sido descobertos muitos artefactos  romanos em Calcot, alguns dos quais estão agora expostos no Gloucester City Museum e no Stroud Museum. Um dos principais achados é um curvo baixo relevo ornado em pedra calcária. Esta pedra foi embutida originalmente na parede do celeiro do dízimo.  Esta pedra em particular está agora localizada no Ashmolean Museum, em Oxford.  Também existem assentamentos romanos nas cidades vizinhas de Cirencester e Gloucester (Glevum).
O baixo relevo está classificado como um monumento funerário militar, no qual um legionário é mostrado com as mãos na garupa do cavalo. Atrás do líder militar romano está o estandarte que exibe a sua insígnia. De acordo com a publicação de Baddeley, datada de 1925, a pedra, na época, ainda estava embutida no interior da parede do celeiro.

### Idade Média
A pedra de datação original encontra-se na parte interior do pórtico do celeiro da dízima original e nela pode ler-se: "ANNOGRE MCCC HENRICI ABBATIS XXIX FAI DOM H EDIFICATA", o que certifica a sua fundação pelo Abade Henry no ano de 1300, durante o reinado do Eduardo I.  O celeiro, por si só, é um listed building classificado com o Grau II. Esta estrutura também possui seteiras, um elemento distintivo em cada extremo do edifício.
Os restos duma coelheira medieval foram revelados em Calcot Manor no ano de 2004, num local que estava a ser escavado com vista à expansão do actual hotel, quando eram conduzidos trabalhos no terreno para a criação dum novo spa. Foi encontrado um misterioso túnel subterrâneo que se estendia, pelo menos, ao longo de 100 metros por baixo do principal terraço ajardinado do solar. O túnel está intacto, mas ainda não foi totalmente explorado. Túneis suportados em terra deste tipo estão, por vezes, associados com as abadias, palácios e castelos da Baixa Idade Média como rotas secretas de fuga para o caso do local estar sob cerco.
A aldeia de Calcot existente no local é o primeiro assentamento documentado neste sítio, estando listada no Domesday Book (1086), na Centena de Berkeley. Embora apelidado de celeiro, as suas origens e usos permanecem obscuros devido aos elementos que não são consistentes com um celeiro. Por example, o primeiro uso da seteira situada no nível superior do lado oeste é algo difícil de definir, embora se saiba que foram usadas seteiras um pouco largas no século XVII como ventilação dos celeiros. De acordo com as Lumina Technologies: "As seteiras de Calcot para ventilação são tipicamente, pelo menos, dez centímetros mais largas para assegurar que as corujas pudessem entrar livremente e caçar qualquer rato que danificasse os stocks de cereal".

### Da Idade Média ao século XVIII
Quando as abadias inglesas foram dissolvidas, no início do século XVI por Henrique VIII, a propriedade de Calcot passou para a posse do Rei de Inglaterra que, por sua vez, concedeu Calcot a Nicholas Poyntz. Em 1559, Calcot foi vendida a Thomas Parry. Em 1598, passou para Sir Thomas Estcourt, que estava a adquirir muitas propriedades nas paróquias de Newington Bagpath. O celeiro do dízimo foi aingido por um raio em 1728, mas o restauro ficou concluido um ano depois, com mais uma pedra de datação embutida na parede interior do portal. Toda a propriedade de Calcot permaneceu na posse da família Estcourt até ao início do século XIX.
Foi encontrada uma semelhança entre as pedras cinzento-azuladas do Calcot Manor e as pedras de revestimento usadas no vizinho Beverston Castle. Um desenho do celeiro do dízimo datado de 1790 revela a presença duma fila de sete, ou possivelmente, oito seteiras a atravessar a fachada frontal da estrutura. As fendas estavam situadas um pouco acima da fenestração das janelas da fachada. Estas seteiras já não existem no celeiro, entretanto restaurado.
Os sites e o Registo dos Monumentos indicam que, no local, existiu previamente a estrutura duma pequena capela, mas esta foi demolida, aparentemente, no início do século XIX. Um desenho a tinta da capela, por Grimm, datado de 1790, mostra os arcos medievais da antiga estrutura.

### Do século XX à actualidade
Em 1928, Mary Emery comprou o arruinado telhado do celeiro da dízima de Calcot e fê-lo embarcar para a cidade de Mariemont, Ohio, como telhas individuais. Estas telhas tornaram-se no telhado da igreja de Mariemont town church. Com as telhas, foi uma grande quantidade de musgos e líquenes aderentes à superfície, acrescentando a aparência antiga desejada pelos desenhadores de Mariemont. Mariemont foi criada de forma a imitar a arquitectura duma cidade medieval europeia.
Em 1970, os elementos agrícolas foram recolocados nas áreas vizinhas, deixando todos os velhos edifícios em alvenaria sem serventia para a agricultura. A família Ball comprou a propriedade de Calcott no início da década de 1980 e criou um hotel, acrescentando, gradualmente, conversões de edifícios no local, para uso do hotel, ao longo da década seguinte. Louisa e Michael Stone, antes hóspedes regulares, tiraram telhas de Calcot, no início de 1992 e restauraram o próprio celeiro nos primeiros anos do novo milénio, pelo que em 2006, Calcot Manor se tornou numa elegante propriedade de destino na região das Cotswolds.